# Zeuzera pyrina
Zeuzera pyrina là một loài bướm đêm thuộc họ Cossidae. Loài này được tìm thấy ở châu Âu. Nó được du nhập vào đông bắc Hoa Kỳ trước năm 1879 và hiện có mặt ở Maine đến Pennsylvania. Thân hình bao phủ lông trắng điểm bằng 6 đốm đen và cánh có đốm dày màu trắng. Sải cánh dài 35–60 mm. Con trưởng thành bay từ tháng 6 đến tháng 9 tùy theo địa điểm.
Sâu bướm ăn nhiều loài cây khác nhau.

## Các loại cây loài bướm đêm báo ăn
| - Acer - Aesculus - Broussonetia - Carya - Castanea - Celtis - Ceratonia - Cotoneaster - Crataegus - Cydonia - Fagus | - Fraxinus - Ilex - Juglans - Ligustrum - Liquidambar - Liriodendron - Lonicera - Malus - Olea - Prunus - Punica | - Pyrus - Quercus - Rhododendron - Ribes - Robinia - Rubus - Salix - Syringa - Tilia - Ulmus - Viburnum |

## Hình ảnh

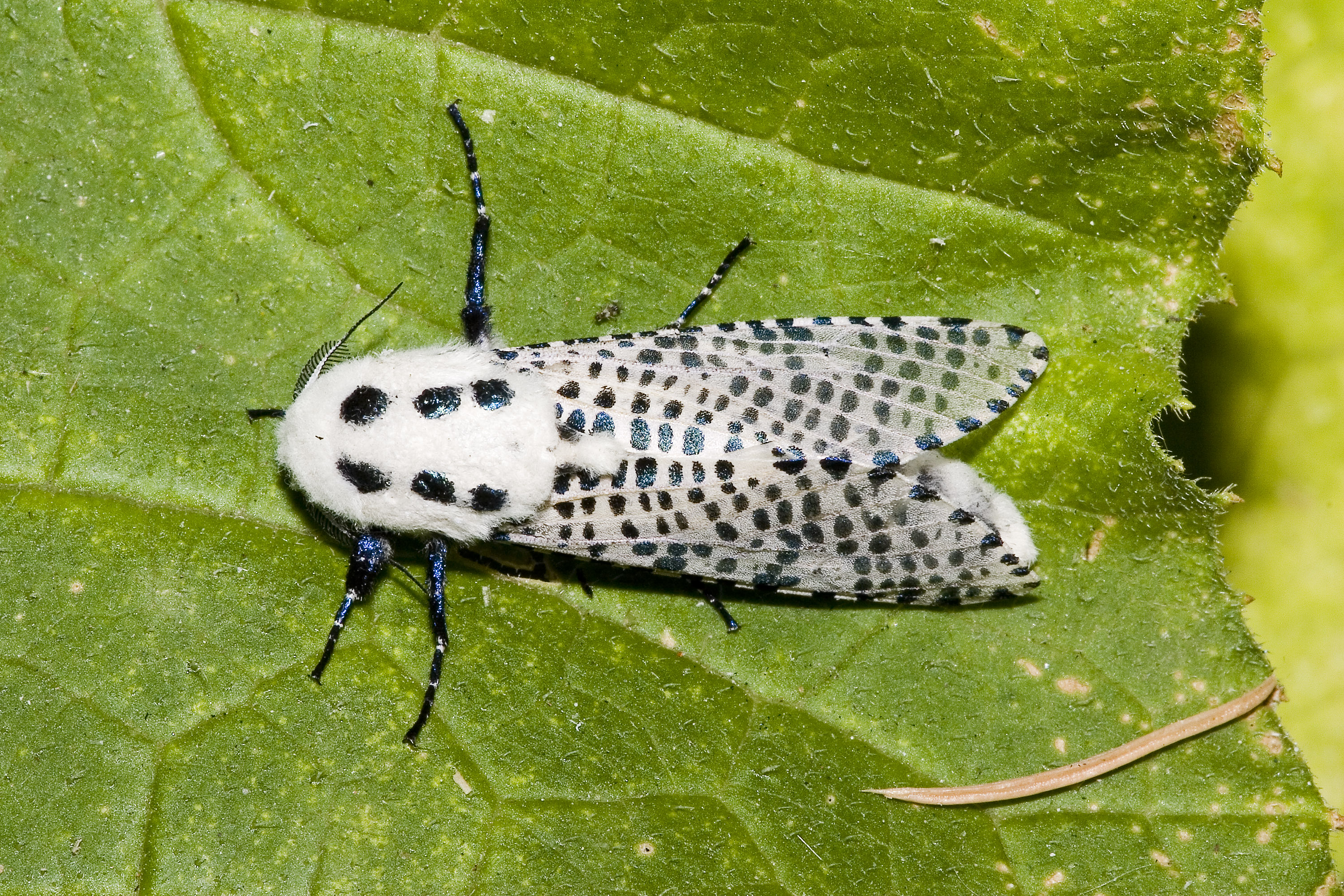
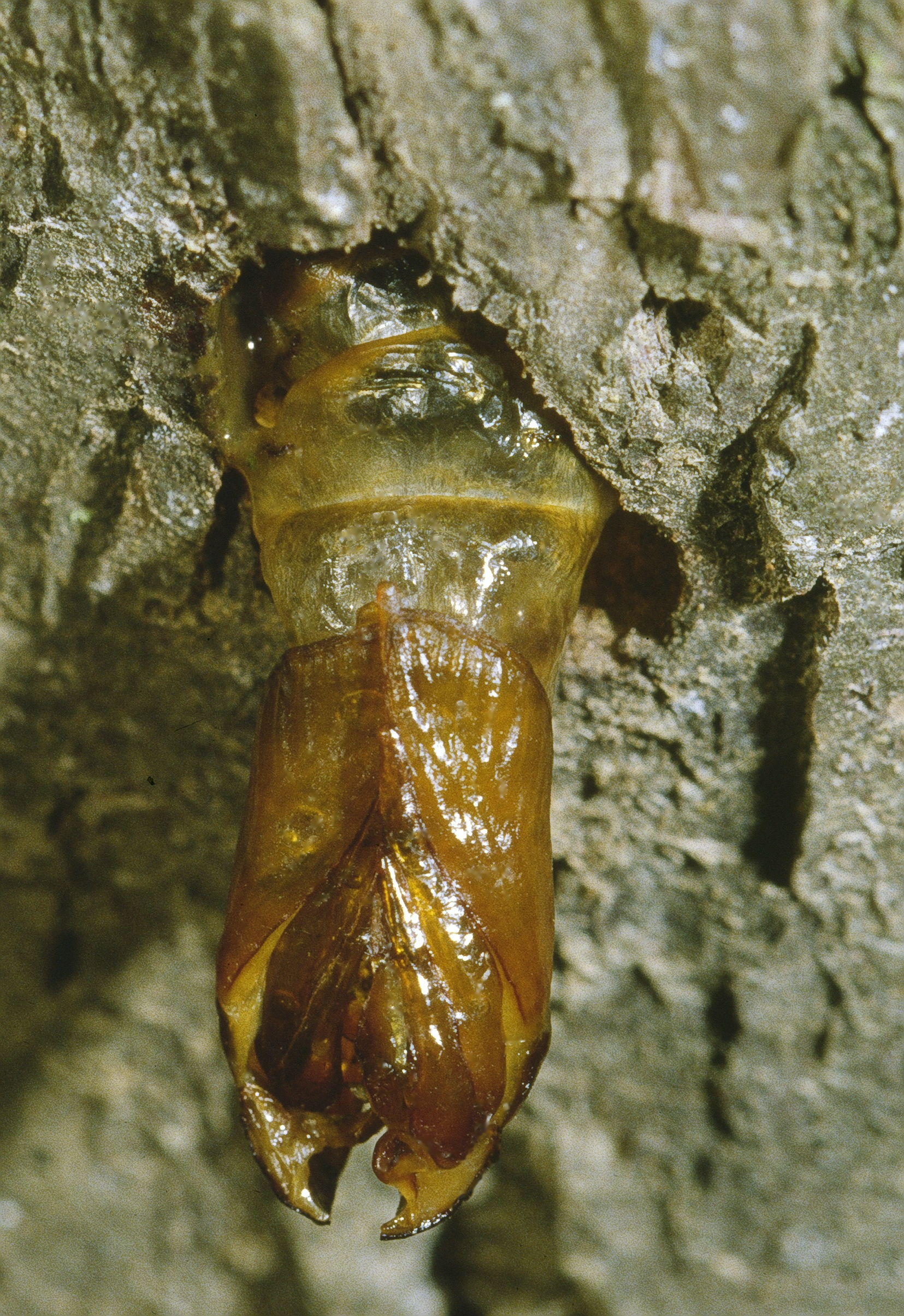
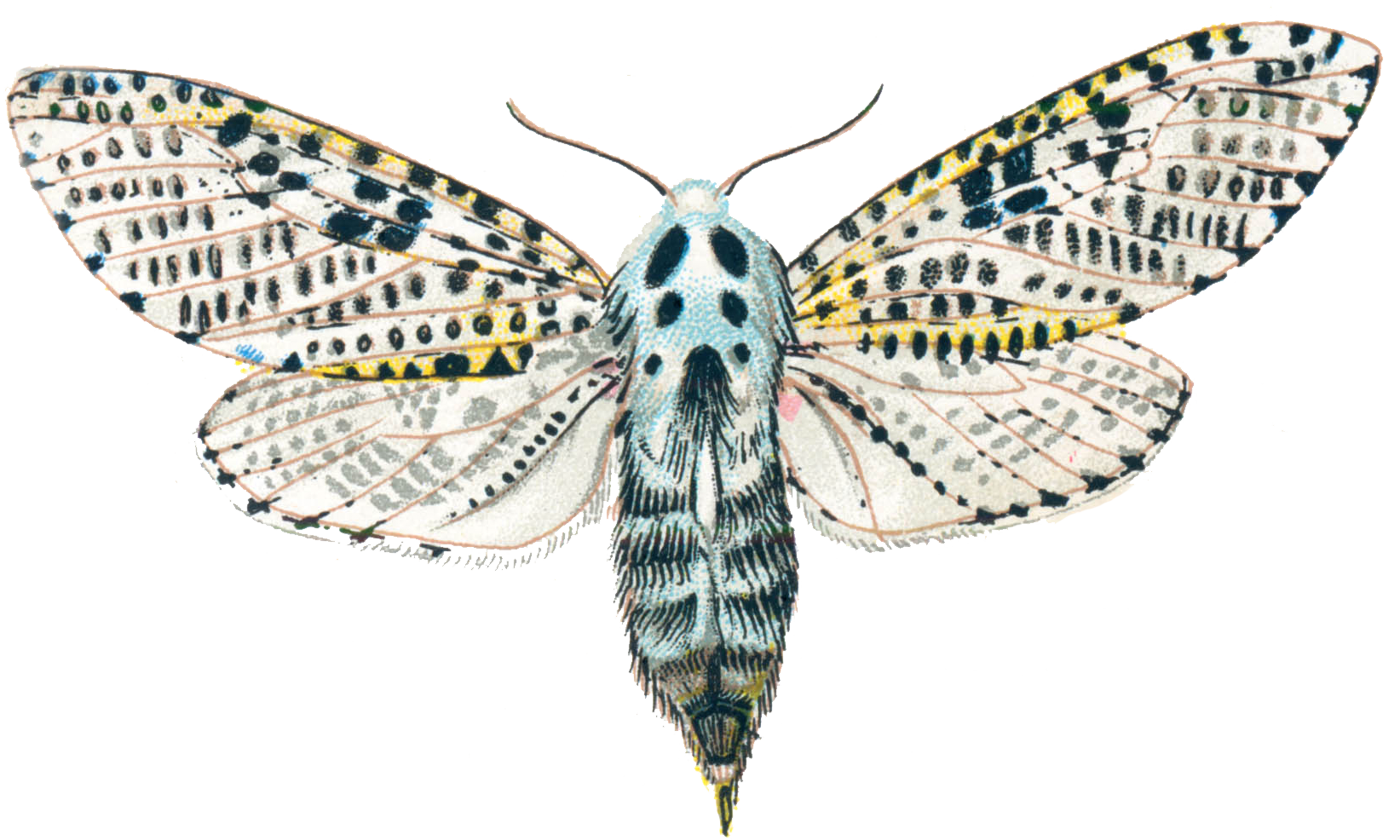
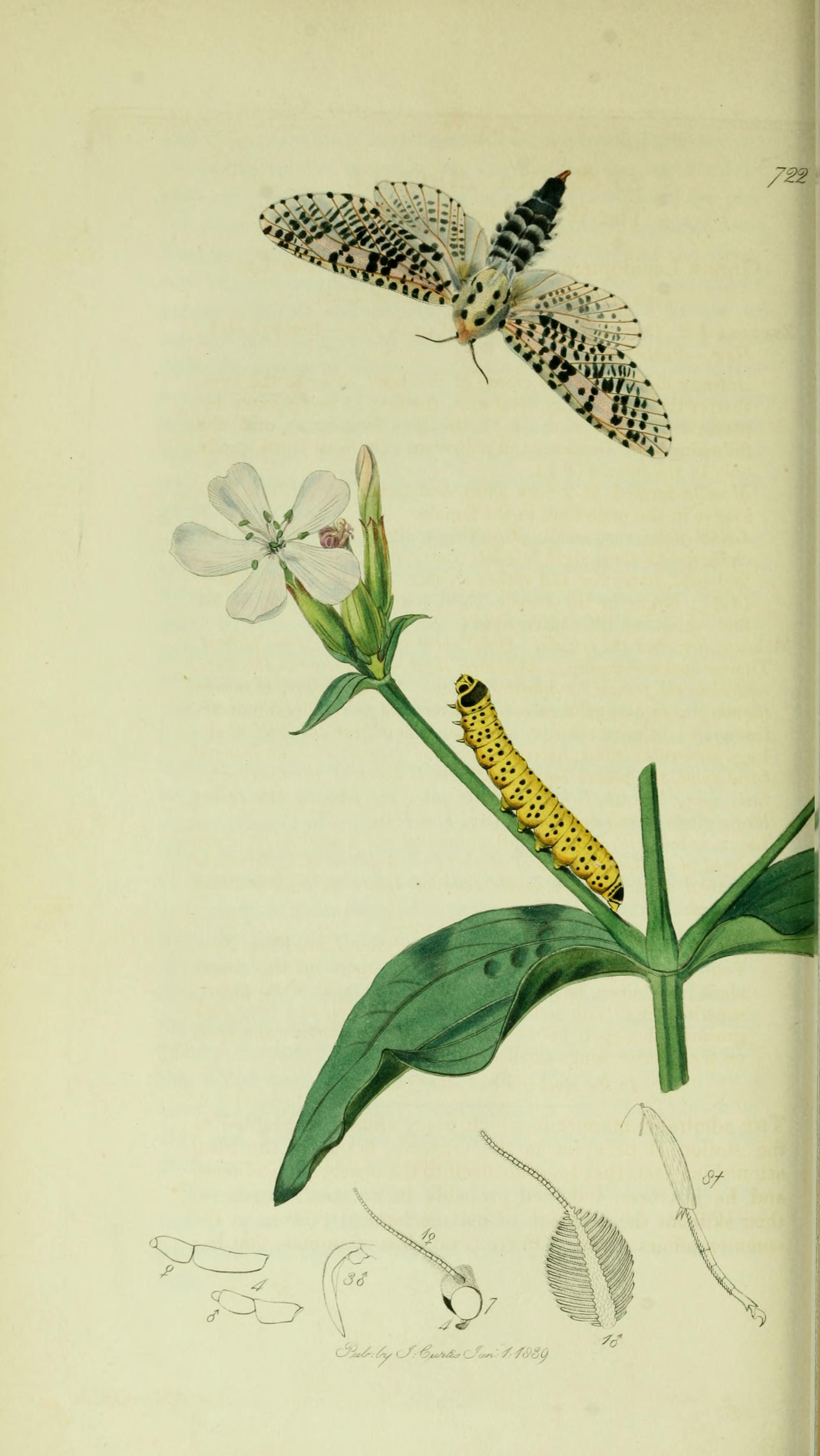
Illustration from John Curtis's British Entomology Volume 5